# Roy Tarpley
Roy James Tarpley (* 28. November 1964 in New York City, New York; † 9. Januar 2015 in Arlington, Texas) war ein US-amerikanischer Basketballspieler. Tarpley spielte während seiner Karriere bei den Dallas Mavericks in der NBA sowie für verschiedene Vereine in Europa und Asien. Tarpley errang während seiner Karriere besondere Aufmerksamkeit aufgrund seines Drogenmissbrauchs, für den er von der NBA mehrmals gesperrt wurde.

## Leben
Beim NBA-Draft 1986 wurde Tarpley an siebter Stelle von den Dallas Mavericks ausgewählt. 1988 gewann Tarpley den Sixth Man of the Year Award als bester Bankspieler der Liga. Während der Saison 1988–1989 wurde er wegen Drogeneinfluss am Steuer von der Liga suspendiert. Er kehrte für die Saison 1989–1990 zurück und erzielte 16,8 Punkte und 13,1 Rebounds in 45 Spielen. 1991 wurde er zweimal positiv auf Drogen getestet, sodass er für drei Jahre von der Liga gesperrt wurde. Er spielte in der Zwischenzeit in unterklassigen, amerikanischen Basketballligen und in Griechenland, wo er mit Olympiakos griechischer Meister und Pokalsieger wurde. 1994 kehrte Tarpley zu den Mavericks zurück, wurde jedoch nach einem erneuten Vergehen lebenslang gesperrt. Er kehrte nach Griechenland zurück, wo er zwischen 1995 und 1999 für verschiedene Vereine spielte. 1999 wechselte er nach Russland und 2000 in die Volksrepublik China. Ab 2003 spielte er erneut für unterklassige Basketballteams, ehe er 2006 seine Karriere beendete.
Tarpley absolvierte 280 NBA-Spiele für die Mavericks und erzielte dabei 12,6 Punkte und 10,0 Rebounds im Schnitt.
Er starb am 9. Januar 2015 im Texas Health Arlington Memorial Hospital.